# David Eduard van Dijk
David Eduard (Eddie) van Dijk (* 14. September 1925 im Distrikt Heidelberg, Transvaal) ist ein südafrikanischer Herpetologe und Paläontologe.

## Leben
Van Dijk studierte nach seinem Schulabschluss in Johannesburg an der Witwatersrand-Universität, wo er 1946 seinen Bachelor of Science erwarb. Daneben absolvierte er mit einem Stipendium des Transvaal Education Department das Johannesburg Teachers’ Training College. Von 1948 bis 1951 arbeitete er als Techniker im bakteriologischen Labor des South African Institute for Medical Research. Anschließend ging er an die Universität Stellenbosch, wo er 1953 zum Master of Science graduierte. Für seine Schrift The Tail of Ascaphus wurde er mit der Junior Captain Scott Memorial der South African Biological Society für die beste Masterarbeit im Fachbereich Zoologie ausgezeichnet. 1959 wurde er mit der Dissertation On the cloacal region of Anura, in particular of larval Ascaphus zum Doctor of Science promoviert. Von 1951 bis 1954 war er Forscher an der Abteilung für Zoologie der Universität Stellenbosch. Von 1955 bis 1956 war er Privatdozent an der Abteilung für Zoologie der Universität Kapstadt. Von 1957 bis 1986 war er zunächst Lecturer, dann Senior Lecturer und schließlich außerordentlicher Professor an der Abteilung für Zoologie der Universität von Natal in Pietermaritzburg. Im Jahr 2000 erwarb er im Fachbereich Paläontologie einen zweiten Master of Science an der Universität Stellenbosch. 
Van Dijks Forschungsschwerpunkte sind Froschlurche, Kaulquappen sowie fossile Insekten. Sein Interesse an der Paläontologie wurde an der Witwatersrand-Universität geweckt, als er die Lehrgänge von Robert Broom und James Kitching besuchte. Nach 1957 nahm er regelmäßig an paläontologischen Exkursionen in die Natal Midlands teil. 
Van Dijks herpetologische Sammlung wird im South African Institute for Aquatic Biology der Rhodes-Universität in Makhanda und seine über 3000 Pflanzenfossilien im Natal Museum in Pietermaritzburg aufbewahrt. Einige Hundert von ihm gesammelten Pflanzenfossilplatten befinden sich im National Herbarium in Pretoria.
Van Dijk war mit Hester (Hessie) Edmundia Heese (1933–2005) verheiratet, mit der er eine Tochter und zwei Söhne hat.

## Dedikationsnamen und Ehrungen
Nach van Dijk sind die Froschart Amietia vandijki, die zunächst nur von Kaulquappen bekannt war, die fossile Wanzenart Australoprosoboloides vandijki, das Pflanzenfossil Estcourtia vandijki und die Froschgattung Vandijkophrynus benannt. 1955 wurde er mit der Silbermedaille der British Association for the Advancement of Science ausgezeichnet.